# Милан Анђелић
Милан Анђелић (Неготин, 21. март 1881 — Београд, 14. јул 1963) био је судски генерал.

## Биографија
Основну школу и пет разреда гимназије завршио је у Неготину, а шести, седми и осми разред гимназије с испитом зрелости у Зајечару. У 32. класе Ниже школе Војне академије ступио је 1. септембра 1899. У чин пјешадијског потпоручника унапријеђен је 2. августа 1901, поручника 29. јуна 1905, капетана друге класе 1. јануара 1910, капетана прве класе 20. октобра 1912, мајора 31. октобра 1913, потпуковника 20. априла 1919. Као пјешадијски потпуковник преведен у судску струку 15. јуна 1920. с истим чином и рангом. У чин судског пуковника унапријеђен је 21. октобра 1923, бригадног генерала 17. децембра 1929. и судског генерала 17. децембра 1933.
Као официр завршио је Правни факултет на београдском Универзитету. Године 1922, као судски потпуковник положио је судијско-адвокатски испит у Београду. До почетка рата 1912. био је са службом: у 13. пјешадијском пуку „Хајдук Вељка” седам година као водник, по том у Судском одјељењу Министарства војног, Војном суду за официре и Дунавском Дивизијском војном суду.
Од почетка рата 1912. био је командир 3. чете 3. батаљона, 3. пјешадијског прекобројног пука (1. позива) све до 16. јула 1913, када је на „Арнаутском Прослопу” на Власини у борби с Бугарима рањен шрапнелском куглицом. Потом, по оздрављењу, био је на служби у Инвалидском одјељењу Министарства војног до мјесеца јануара 1914, од ког је времена био исљедник при Управи београдског гарнизона и истовремено на служби код референта судства Дунавске дивиз. области и војног државног тужиоца Војног суда за официре и Дунавског дивизијског војног суда све до почетка рата 1914, а од тада је био на служби у оперативном одјељењу штаба Дунавске дивизије 2. позива, све до доласка на Крф 1916. Од 4. априла 1916. био је на служби у судском одјељењу штаба 1. армије, и заступао референта судства од 16. јула 1916. до 6. фебруара 1917. и од 11. фебруара 1917. до 8. марта исте године. Од 22. јула 1918. био је шеф Обавјештајне секције при Команди мјеста у Битољу, гдје је од 25. фебруара 1919, поред те редовне дужности, био и заступник референта судства при Команди Битољске дивизијске области.
Од 10. јануара 1920. до 16. октобра 1920. био је на служби у Судском одјељењу Министарства војске и морнарице; од 16. октобра 1920. до 25. марта 1923. био је референт судства Дунавске дивизијске области; од 25. марта 1923. до 29. октобра 1923. био је стални судија Дунавског дивизијског војног суда, а потом до 19. новембра 1924. био је стални судија Босанског дивизијског војног суда; од 23. новембра 1924. до 7. фебруара 1925. био је на служби у Судском одјељењу Министарства војске и морнарице; од 7. фебруара 1925. до 30. априла 1925. био је на служби у Коњичкој инспекцији за правне послове, а од 25. фебруара истовремено на служби и у Економском одјељењу Министарства војске и морнарице; од 30. априла 1925. био је правни референт Економског одјељења Министарства војске и морнарице све до 17. маја 1929. од кога дана је па до 26. октобра исте године био начелник судског одјељења Команде пете армијске области. Од 26. октобра 1929. до 17. децембра 1933. био је помоћник начелника судског одјељења Министарства војске и морнарице и истовремено, за све то вријеме без прекида, био је заступник Начелника истог одјељења. Од 17. децембра 1933. био је начелник судског одјељења Министарства војске и морнарице.
Од 29. децембра 1933. одређен је, поред редовне дужности, за предсједника Врховне комисије за оцјењивање особља грађанског реда на служби у војсци и морнарици.
Одликован: Споменицом Краља Петра I; златном медаљом за ревносну службу и златном медаљом за храброст; Крстом милосрђа; медаљом за војничке врлине; орденом светог Саве  реда и орденом Белог орла четвртог реда, орденом светог Саве  реда и светог Саве III реда. Одликован је и свима споменицама за учествовање у ратовима од 1912. до 1918.
Преминуо је 14. јула 1963. у Београду.

## Извор
- Овај чланак, или један његов део, изворно је преузет из Илустроване војне енциклопедије: Срећковић, Боривоје М. (1936). „АНЂЕЛИЋ МИЛАН” (PDF). Илустрована војна енциклопедија (PDF). I. Београд.